# CD Feirense
Clube Desportivo Feirense är en portugisisk fotbollsklubb från staden Santa Maria da Feira. Klubben grundades 1918 och spelar sina hemmamatcher på Estádio Marcolino de Castro.

## Placering tidigare säsonger
| Säsong    | Nivå | Liga          | Placering | Webbplats | Notering |
| --------- | ---- | ------------- | --------- | --------- | -------- |
| 2010/2011 | 2    | Segunda Liga  | 2         | [ 1 ]     |          |
| 2011/2012 | 1    | Primeira Liga | 15        | [ 2 ]     |          |
| 2012/2013 | 2    | Segunda Liga  | 13        | [ 3 ]     |          |
| 2013/2014 | 2    | Segunda Liga  | 14        | [ 4 ]     |          |
| 2014/2015 | 2    | Segunda Liga  | 7         | [ 5 ]     |          |
| 2015/2016 | 2    | Segunda Liga  | 3         | [ 6 ]     |          |
| 2016/2017 | 1    | Primeira Liga | 8         | [ 7 ]     |          |
| 2017/2018 | 1    | Primeira Liga | 16        | [ 8 ]     |          |
| 2018/2019 | 1    | Primeira Liga | 18        | [ 9 ]     |          |
| 2019/2020 | 2    | Segunda Liga  | 3         | [ 10 ]    |          |
| 2020/2021 | 2    | Segunda Liga  | 5         | [ 11 ]    |          |
| 2021/2022 | 2    | Segunda Liga  | 4         | [ 12 ]    |          |
| 2022/2023 | 2    | Segunda Liga  | 8         | [ 13 ]    |          |
| 2023/2024 | 2    | Segunda Liga  | 16        | [ 14 ]    |          |
| 2024/2025 | 2    | Segunda Liga  | 8         | [ 15 ]    |          |